# Pseudophorticus
Pseudophorticus is een geslacht van kevers uit de familie van de loopkevers (Carabidae). De wetenschappelijke naam van het geslacht is voor het eerst geldig gepubliceerd in 2004 door Erwin.

## Soorten
Het geslacht Pseudophorticus omvat de volgende soorten:
- Pseudophorticus lucidus (Bates, 1884)
- Pseudophorticus puncticollis Erwin, 2004
- Pseudophorticus semirufus Bates, 1878
- Pseudophorticus subauratus Bates, 1883